# Tausend und eine Nacht (vals)
Tausend und eine Nacht, op. 346, är en vals av Johann Strauss den yngre. Den spelades första gången den 12 mars 1871 i Musikverein i Wien. 

## Historia
Innan Johann Strauss första operett Indigo und die 40 Räuber (Indigo och de 40 rövarna) slutligen fick premiär den 10 februari 1871 hade den undergått flera namnändringar. Det började först med "Ali Baba" för att sedan ändras till "Fantasca" och slutligen stanna vid "Indigo und die 40 Räuber". Tidningen Morgen-Post fann situationen skrattretande: "De velar hit och dit mellan namnen 'Fantasca', 'Espritta', 'Hildalga', 'Grazietta', 'Gitana', 'Varietta', 'Amora', 'Amanda', 'Zizine', 'Florinde', 'Lorina', 'Zerbina', 'Bimbona', 'Friola', 'Dryana', 'Uldalma', och dussintals andra sonora kvinnonamn". (35 år senare, 1906, bearbetades Strauss operett lyckosam om till ytterligare en titel Tausend und eine Nacht, ett namn som blickade tillbaka på Antoine Gallands översättning av sagosamlingen med samma namn Tusen och en natt.)
Tausend und eine Nacht var också titeln som Johann Strauss gav den orkestervals han arrangerade utifrån melodier från Indigo. Strauss hade tänkt sig att spela valsen på Wiens Författare- och Journalistförening "Concordia"s bal den 7 februari 1871. Men när datumet för Indigos premiär fick skjutas fram till den 10 februari hamnade Strauss i en besvärlig situation då han visserligen hade lovat bort valsen till "Concordia" men samtidigt ville han inte att allmänheten skulle höra operettens bästa melodier genom valsen, utan på teaterscenen. Han litade på journalisternas välvilja och gav dem i stället polkan Tausend und eine Nacht-Polka (som också byggde på melodier från operetten) och dirigerade själv polkan vid deras bal. Polkan publicerades senare med den ändrade titeln Shawl-Polka (op. 343). Brodern Eduard Strauss framförde valsen Tausend und eine Nacht vid sin söndagskonsert i Gyllene salen i Musikverein den 12 mars 1871. I programmet ingick även ouvertyren till operetten och Indigo-Quadrille (op. 344).

## Om valsen
Speltiden är ca 8 minuter och 22 sekunder plus minus några sekunder beroende på dirigentens musikaliska tolkning.
Valsen var ett av flera verk där Strauss återanvände musik från operetten Indigo:
- Shawl-Polka, Polka-francaise, Opus 343
- Indigo-Quadrille, Opus 344
- Auf freiem Fusse, Polka francaise, Opus 345
- Tausend und Eine Nacht, vals, Opus 346
- Aus der Heimath, Polkamazurka, Opus 347
- Im Sturmschritt, Schnell-Polka, Opus 348
- Indigo-Marsch, Opus 349
- Lust'ger Rath, Polka-francaise, Opus 350
- Die Bajadere, Polka-schnell, Opus 351

## Weblänkar
- Tausend und eine Nacht i Naxos-utgåvan.